# Czerwona Góra (Wyżyna Olkuska)
Czerwona Góra – wzgórze o wysokości 445 m n.p.m., między wsiami Dębnik, Siedlec i Dubie (wszystkie w województwie małopolskim, w powiecie krakowskim, w gminie Krzeszowice). Znajduje się na Wyżynie Olkuskiej w paśmie wzniesień o nazwie Marmurowe Wzgórza.
Czerwoną Górę porasta las. Stoki północno-wschodnie opadają do wąwozu Zbrza. U południowych podnóży wzniesienia we wsi Dubie znajduje się Kopalnia Odkrywkowa Dolomitu Dubie. W kierunku południowo-zachodnim Czerwona Góra bez żadnej przełęczy przechodzi w Łysą Górę.